# معركة المسافة صفر

القتال عن قرب (CQB)، والذي يُطلق عليه أيضًا القتال عن قرب (CQC)، هو حالة قتال عن قرب بين عدة مقاتلين تتضمن قتالًا عن قرب (عادةً ما يكون باستخدام الأسلحة النارية) أو قتالًا بالأيدي.[1] ويمكن أن يحدث بين الوحدات العسكرية ووكالات إنفاذ القانون والعناصر الإجرامية، وفي مواقف مماثلة أخرى. عادةً ما يتم تعريف القتال عن قرب على أنه صراع قصير المدة وعالي الكثافة يتميز بالعنف المفاجئ عن قرب.

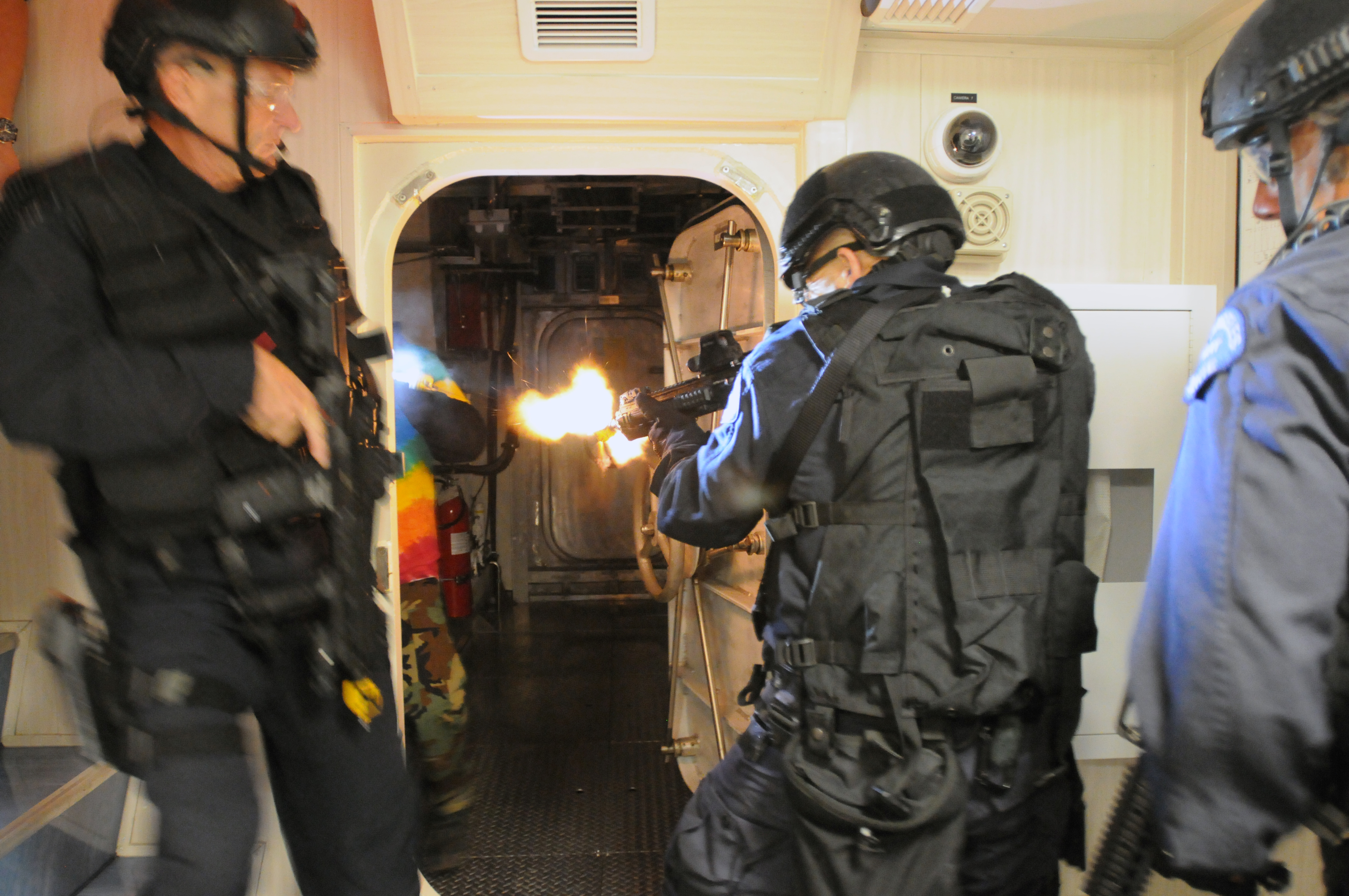
ضباط من فريق التدخل السريع التابع لشرطة لوس أنجلوس يشاركون في معركة عن قرب خلال تدريب مشترك مع البحرية الأمريكية، 2007م.

## التاريخ
لقد حدثت المعارك عن قرب منذ بداية الحرب، في شكل قتال بالأيدي، واستخدام الأسلحة بعيدة المدى (مثل المقاليع والأقواس والبنادق) عن قرب، وضرورة استخدام الحراب.[بحاجة لتوضيح] خلال الحرب العالمية الأولى، كانت المعارك عن قرب جزءًا مهمًا من حرب الخنادق، حيث كان جنود العدو يقاتلون في أماكن ضيقة ومغلقة في محاولة للاستيلاء على الخنادق.
تعود أصول المعارك الحديثة عن قرب إلى أساليب القتال التي ابتكرها المفوض المساعد ويليام إي فيربيرن من شرطة بلدية شنغهاي، قوة شرطة مستوطنة شنغهاي الدولية (1854-1943). بعد حركة الثلاثين من مايو عام 1925، كُلِّف فيربيرن بتطوير فرقة مساعدة مخصصة لمكافحة الشغب والشرطة العدوانية. بعد استيعاب العناصر الأكثر ملاءمة من مجموعة متنوعة من خبراء فنون الدفاع عن النفس، كثف فيربيرن هذه الفنون في فن قتالي أطلق عليه اسم "defendu". كان الهدف من فن الدفاع هو أن يكون فعالاً ووحشيًا قدر الإمكان، وفي الوقت نفسه يكون من السهل نسبيًا على المجندين والمتدربين تعلمه مقارنة بفنون القتال الأخرى. تضمنت الطريقة تكتيكات قتالية أقل فتكًا وقاتلة، مثل التصويب على النقاط، وتقنيات القتال بالأسلحة النارية، واستخدام أسلحة أكثر ارتجالية مثل الكراسي أو أرجل الطاولة.
خلال الحرب العالمية الثانية، تم تجنيد فيربيرن لتدريب القوات الخاصة للحلفاء على فن الدفاع. خلال هذه الفترة، وسع من قوة فتك فن الدفاع لأغراض عسكرية، وأطلق عليه اسم "طريقة القتال عن قرب للقتل الصامت"؛ أصبح هذا تدريبًا قتاليًا قياسيًا للقوات الخاصة البريطانية. كما نشر كتابًا مدرسيًا لتدريب القتال عن قرب يسمى Get Tough. تم تعليم ضباط الجيش الأمريكي ريكس أبلجيت وأنتوني بيدل أساليب فيربيرن في منشأة تدريب في اسكتلندا، وتبنيا برنامج تدريب عملاء الحلفاء في معسكر X في أونتاريو، كندا. نشر أبلجيت عمله في عام 1943، بعنوان Kill or Get Killed. خلال الحرب، تم تقديم التدريب لقوات الكوماندوز البريطانية، وقوة الخدمات الخاصة الأولى، وعملاء OSS، وجيش الولايات المتحدة، ومشاة البحرية. تم تقديم فنون قتالية عسكرية أخرى في وقت لاحق في أماكن أخرى، بما في ذلك Unifight الأوروبية، وsanshou الصينية، والسامبو السوفيتي، وkapap وKrav Maga الإسرائيليين.
لفترة طويلة بعد الحرب العالمية الثانية، لم تتغير حرب المدن وCQB في تكتيكات المشاة. تم تطوير تكتيكات CQB الحديثة بالأسلحة النارية في السبعينيات باعتبارها "معركة عن قرب" من قبل وحدات القوات الخاصة لمكافحة الإرهاب الغربية بعد مذبحة ميونيخ عام 1972. طورت الوحدات التي تدربت في أعقاب المذبحة، مثل الخدمة الجوية الخاصة، وقوة دلتا، وGSG 9، وGIGN، وقوة المهام المشتركة 2، تكتيكات CQB التي تنطوي على الأسلحة النارية لمهاجمة الهياكل بسرعة ودقة مع تقليل الخسائر الودية والرهائن؛ تم تقاسم تكتيكات CQB هذه بين وحدات القوات الخاصة هذه، التي كانت مترابطة بشكل وثيق وتدربت معًا بشكل متكرر. استخدمت الخدمة الجوية الخاصة تكتيكات القتال القريب أثناء حصار السفارة الإيرانية عام 1980. وسرعان ما وصلت تكتيكات القتال القريب إلى وحدات الشرطة التكتيكية والجماعات شبه العسكرية المماثلة، مثل فرق التدخل السريع الأمريكية، بحلول الثمانينيات والتسعينيات.
ومع ذلك، لم يتم تدريس القتال القريب على نطاق واسع للمشاة النظاميين، حيث كان يُعتبر تكتيكًا لإنقاذ الرهائن. وحتى أواخر التسعينيات، وصفت بعض كتيبات المشاة حول القتال الحضري تطهير الغرف القريبة بنفس الطريقة الأساسية التي وصفت بها قبل 60 عامًا: إلقاء قنبلة يدوية في منطقة مغلقة، يليها هجوم للمشاة بنيران آلية. تم كسر "احتكار" القوات الخاصة للقتال القريب في أعقاب تجارب الحرب الحضرية والمعارك القريبة في التسعينيات، أثناء معركة مقديشو، والحرب البوسنية، والحرب الشيشانية الأولى.
كانت معركتا الفلوجة الأولى والثانية خلال حرب العراق من اللحظات الفاصلة في تاريخ تكتيكات قتال المناطق القريبة للمشاة، عندما استخدمت قوات مشاة البحرية الأمريكية، تحت ضغط الاستيلاء على مدينة الفلوجة بالعراق من المتمردين، الأسلحة التقليدية المشتركة والدعم الناري ضد المدينة، وافتقرت إلى التدريب والمعدات المناسبة لتكتيكات قتال المناطق القريبة لتطهير المباني بشكل فعال، مما تسبب في سقوط العديد من الضحايا المدنيين والحلفاء وإلحاق أضرار جسيمة بالمدينة. مع الصراعات المماثلة في المدن والبلدات بين جيوش التحالف الوطني لمحاربة داعش خلال الحرب في أفغانستان، أصبح النهج المناسب للمشاة في حرب المدن أمرًا بالغ الأهمية، وبدأت تكتيكات قتال المناطق القريبة تُدرَّس على نطاق أوسع للمشاة.
وفقًا للباحث أنتوني كينج، فإن بعض وحدات القوات الخاصة تعبر عن ازدرائها لتعليم المشاة العاديين تكتيكات قتال المناطق القريبة، وخاصة في السياسة التنظيمية والأمور الداخلية مثل تأمين الميزانيات؛ تتطلب الوحدة التي تلقت تدريبًا على قتال المناطق القريبة معدات ومرافق تدريب باهظة الثمن، مما يؤدي إلى استهلاك التمويل الذي يمكن استخدامه لوحدات أو أغراض أخرى.

## أمثلة
- معركة ستالينجراد في الحرب العالمية الثانية.
- معركة غزة بين المقاومة الفلسطينية وجيش الإحتلال الإسرائيلي.

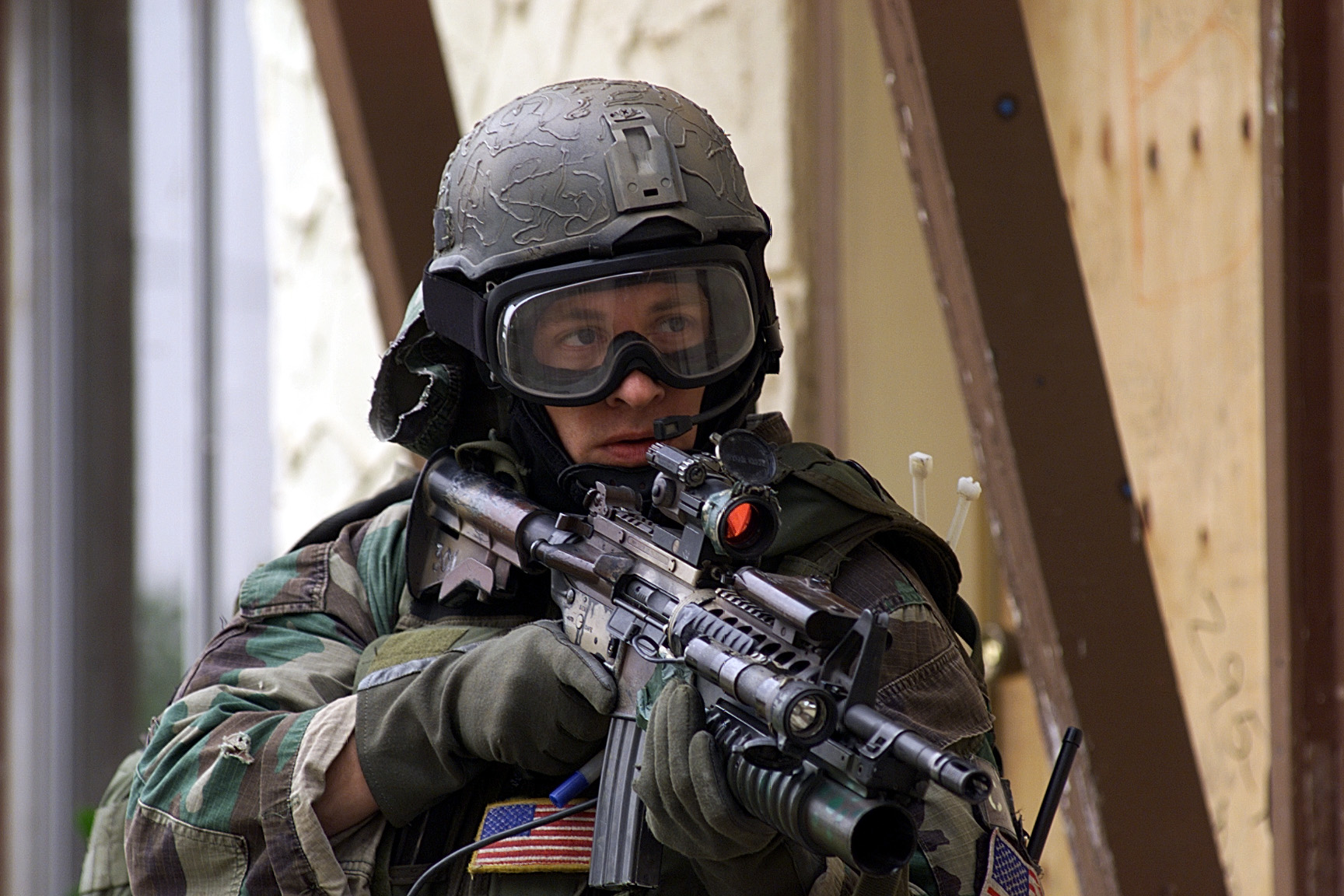
جندي من القوات الخاصة للجيش الأمريكي يستعد لإقتحام مبنى أثناء التدريب.